# Günter Kaltofen
Günter Kaltofen (* 12. Juli 1927 in Erfurt; † 11. Mai 1977 in Berlin) war ein deutscher Kinderbuchautor, Drehbuchautor, Dramaturg und Regisseur

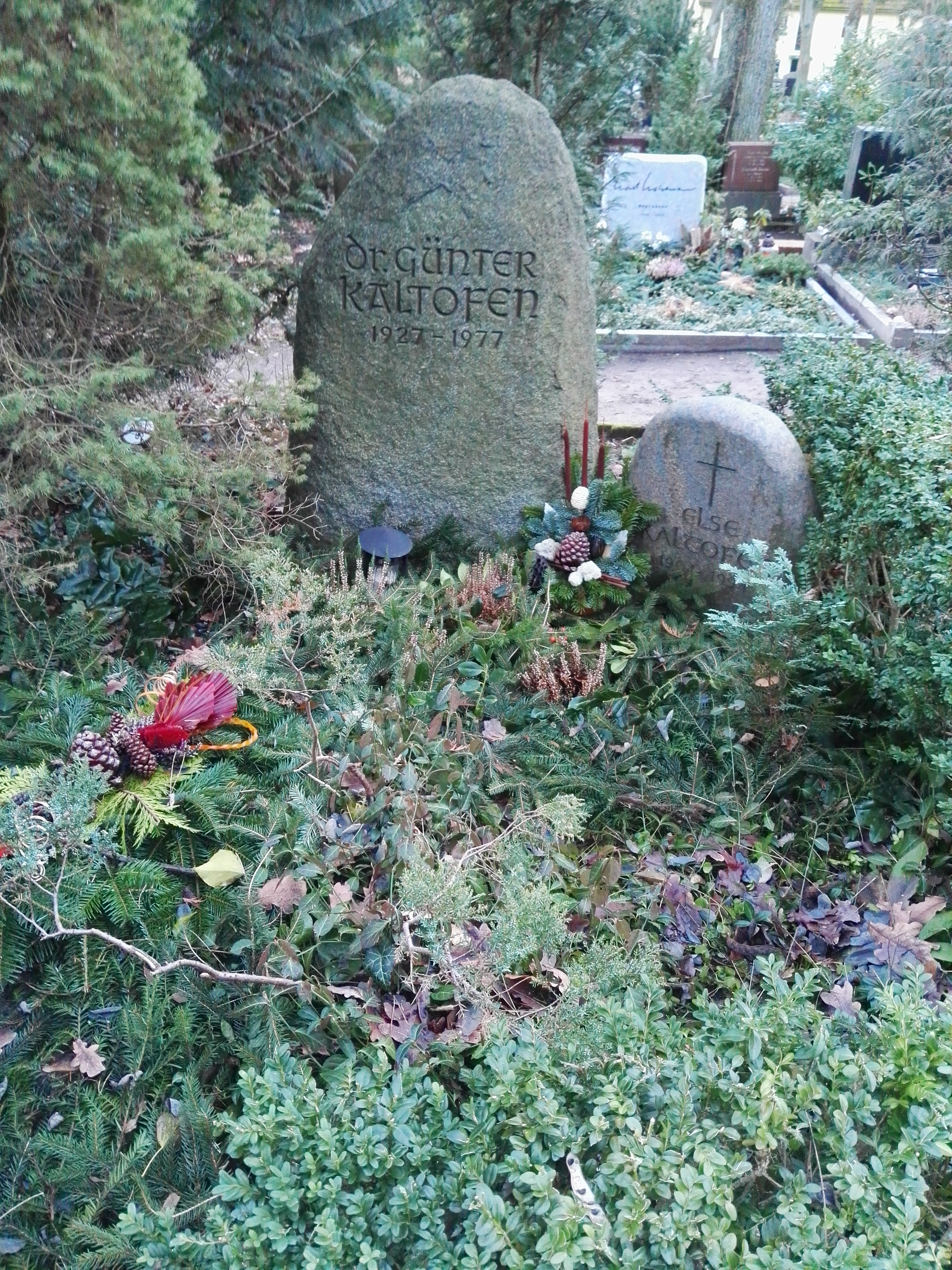
Grabstätte

## Leben und Wirken
Kaltofen war der Sohn eines Kaufmanns. Nach dem Abitur wurde er 1943 als Luftwaffenhelfer eingezogen und nahm dann am Zweiten Weltkrieg teil. Nach der Entlassung aus der Kriegsgefangenschaft studierte er von 1946 bis 1950 an den Universitäten Jena und Leipzig Germanistik, Philosophie und Publizistik. 1950 promovierte er an der Universität Leipzig mit dem Thema: Die publizistische Bedeutung des Filmischen zum Dr. phil. Nach einer Dramaturgentätigkeit am Stadttheater Meißen und von 1952 bis 1954 als erster Dramaturg für Schauspiel und Oper am Städtischen Theater in Leipzig begann er 1954 als Dramaturg beim Deutschen Fernsehfunk mit dem Aufbau einer Theaterabteilung. Von 1956 bis 1958 in der Funktion eines Chefdramaturgen und von 1958 bis 1961 als Leiter der Fernsehspielabteilung.
Er wurde durch eine Reihe von Märchen-Adaptionen der DEFA einem breiten Publikum bekannt und schrieb für insgesamt über 20 Film- und Fernsehproduktionen das Drehbuch. 1960 erhielt er den Kunstpreis der DDR „für seine Leistungen auf dem Gebiet der Fernsehdramaturgie, besonders bei der Dramatisierung des Romans Nackt unter Wölfen für den Fernsehfunk“.
Er ist auf dem Evangelischen Friedhof Rahnsdorf-Wilhelmshagen in Berlin (Abteilung C) bestattet.

## Werke

### Fernsehen und Film (Auswahl)
Als Dramaturg
- 1956: Joe Hill, der Mann, der niemals starb (Fernsehspiel)
- 1957: Bei Hermann Plor (Fernsehspiel)
- 1957: Der Keller (Fernsehspiel)
- 1958: Der Herr aus Zürich (Fernsehspiel)
- 1959: Skandal in Amsterdam (Fernsehspiel)
- 1960: Flucht aus der Hölle (Fernsehfilm)
- 1960: Der Schatten von gestern (Fernsehspiel)
- 1960: Assistenzarzt Dr. Feil (Fernsehspiel)
- 1961: Tempel des Satans (Fernsehfilm)
- 1962: Sieben Tote suchen einen Mörder (Fernsehfilm)
- 1962: Tote reden nicht (Fernsehfilm)
- 1962: Teufel im Paradies (Fernsehfilm)
- 1964: Schlafwagen Paris-München (Fernsehfilm)
- 1965: Ballade vom roten Mohn / Four Soldiers (Fernsehfilm)
- 1965: Zeugen (Fernsehfilm)
- 1967/1968: Tod im Preis inbegriffen (Fernsehfilm)
- 1973/1974: Der Sandener Kindermordprozeß (Fernsehfilm)

Als Szenarist und Drehbuchautor
- 1956: Rumpelstilzchen (Fernsehspiel)
- 1960: Gerichtet bei Nacht
- 1960: Das Zaubermännchen
- 1961: Schneewittchen
- 1963: Frau Holle
- 1964: Die goldene Gans
- 1964: Die heiligen drei Könige (Fernsehfilm)
- 1965: König Drosselbart
- 1969: Wie heiratet man einen König?
- 1969: Verdacht auf einen Toten
- 1969: Käuzchenkuhle
- 1973: Die Hosen des Ritters von Bredow
- 1974: Bunnebake (Fernsehkurzfilm)
- 1975: Die schwarze Mühle (Fernsehfilm)
- 1977: Tambari
- 1977: Die zertanzten Schuhe (Fernsehfilm)
- 1978: Zwerg Nase (Fernsehfilm)

## Buchveröffentlichungen
- Das Bild, das Deine Sprache spricht, Fernsehspiele, herausgegeben von Dr. Günter Kaltofen mit einer Einleitung über die dramatische Kunst auf dem Bildschirm, Henschelverlag Berlin 1962.
- Das Antlitz des Schauspielers. Theater, Film, Fernsehen. Hg. v. Günter Kaltofen. Berlin: Henschel 1963.

Kinderbücher:
- Matthias und die Zaubergeige (1962)
- Das Männchen aus der Erbsenhülse (1962)
- Die goldene Gans (1963)
- Der Sultan und der weiße Hahn (1964)
- Abenteuer der drei Gummitiere (1964)
- Bis in die Wolken hoch und höher (1974)
- Abenteuer am See (1974)

## Auszeichnungen
- 1969: Kunstpreis der DDR im Kollektiv für TV-Verfilmung Nackt unter Wölfen
- 1973: Das goldene Prag auf dem X. Internationalen Fernsehfestival in Prag für Er, sie, es